# Acroloxus improvisus
Acroloxus improvisus е вид коремоного от семейство Acroloxidae. Видът е световно застрашен, със статут Уязвим.

## Разпространение
Разпространен е в Албания и Северна Македония.